# Налут (муніципалітет)
31°50′00″ пн. ш. 11°20′00″ сх. д. / 31.8333333333° пн. ш. 11.3333333333° сх. д.
Налут — муніципалітет Лівії. Адміністративний центр — місто Налут. Населення — 93 224 (2006). На заході Налут межує з Алжиром і Тунісом.